# Michael Andrei
Michael Andrei (Costanza, 6 agosto 1985) è un pallavolista tedesco.
Gioca nel ruolo di centrale nel Dürener.

## Carriera
La carriera di Michael Andrei inizia nel campionato lussemburghese con lo Strassen, con cui vince lo scudetto 2005-06. Nella stagione 2006-07 torna in Germania, con il Dürener Turnverein 1847, debuttando in 1. Bundesliga, a cui resta legato per tre annate, prima di passare, nell'annata 2009-10, al TSV Giesen Volley Ball, in 2. Bundesliga, club nel quale rimane per altre due stagioni. Per il campionato 2011-12 torna nella massima divisione del campionato tedesco con il Volleyball Club Gotha.
Nella stagione 2012-13 viene ingaggiato dal Saint-Nazaire Volley-Ball Atlantique, militante nella Ligue B francese, con cui ottiene la promozione in Ligue A, categoria dove gioca, con la stessa squadra, nella stagione successiva; nel 2013 ottiene le prime convocazioni nella nazionale tedesca, vincendo la medaglia di bronzo al campionato mondiale 2014.
Nella stagione 2014-15 passa ai belgi del Topvolley Antwerpen, in Volleyliga; con la nazionale vince la medaglia d'oro ai I Giochi europei. Per il campionato 2015-16 si accasa ai francesi del Gazélec Football Club Ajaccio Volley-Ball, in Ligue A, vincendo la Coppa di Francia.
Nella stagione 2016-17 veste la maglia del Dürener Turnverein 1847, in 1. Bundesliga; con la nazionale conquista la medaglia d'argento al campionato europeo 2017.

## Palmarès

### Club
- Campionato lussemburghese: 1

2005-06
- Coppa di Francia: 1

2015-16

### Nazionale (competizioni minori)
- Giochi europei 2015